# جين ورمي

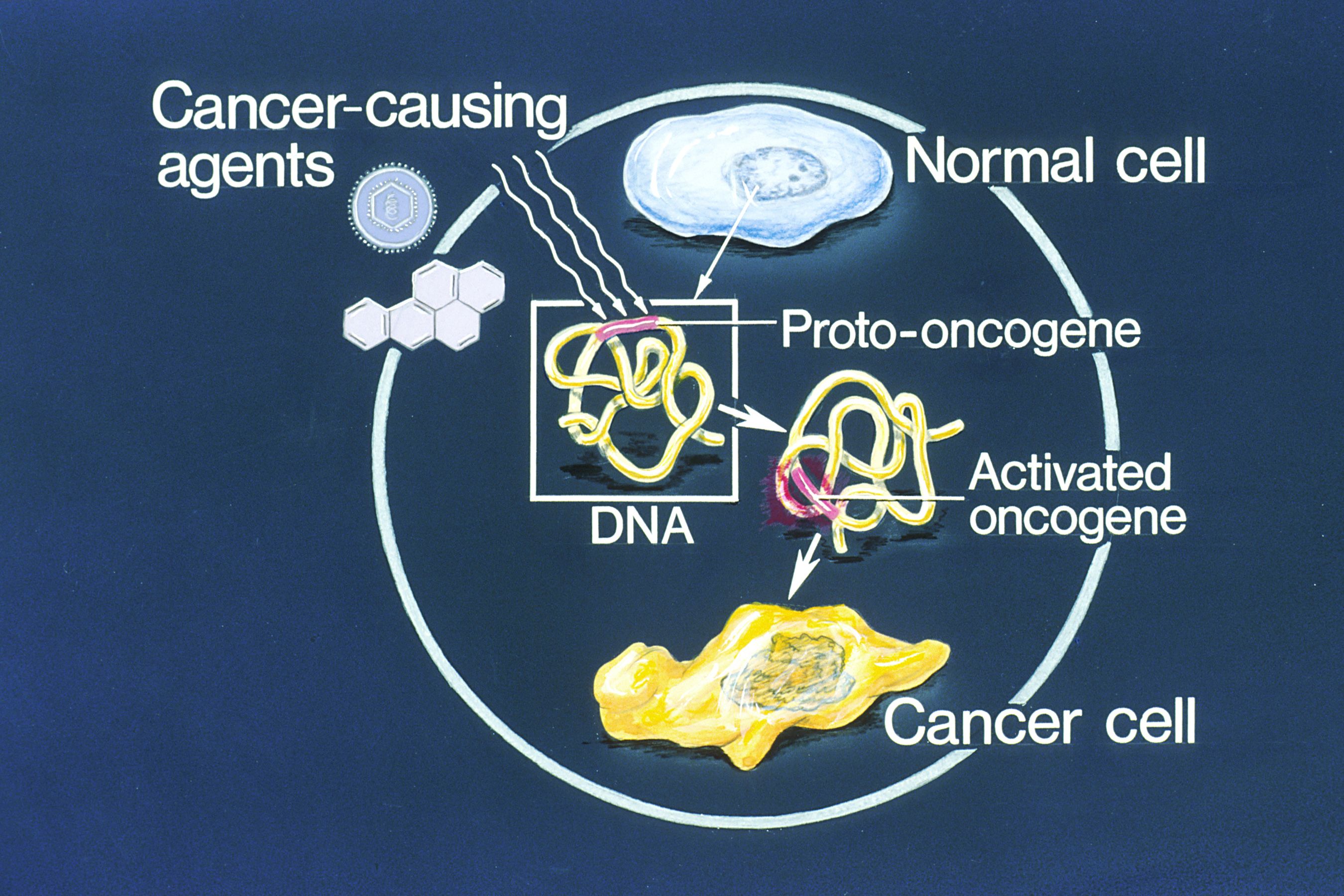

الجين الورمي أو المورثة الورمية (بالإنجليزية: Oncogene)‏ هو جين يقوم بتشفير صناعة بروتين يعتقد أنه مسبب للسرطان. تنشأ هذه الجينات من جينات تعرف بطلائع الجينات الورمية (بالإنجليزية: Proto-Oncogene)‏ وظيفتها الأساسية التحكم بدورة حياة الخلية وتمايزها. حدوث طفرات وراثية في هذه الجينات يؤدي إلى خلل في التحكم بنمو الخلية وبالتالي تحولها لخلية سرطانية.
تخضع معظم الخلايا الطبيعية لشكل من موت الخلايا المبرمج عندما تتغير الوظائف الحيوية وتتعطل. يمكن أن تتسبب الجينات الورمية المنشطة في بقاء الخلايا المخصصة لموت الخلايا المبرمج على قيد الحياة والتكاثر. بدأت معظم الجينات المسرطنة كجينات بدئية مسرطنة: جينات طبيعية تشارك في نمو الخلايا وتكاثرها أو تثبيط موت الخلايا المبرمج. إذا حدث تنظيم الجينات الطبيعية التي تعزز النمو الخلوي من خلال هذه الطفرة، فإنها ستؤهب الخلية للإصابة بالسرطان؛ وبالتالي، يطلق عليهم اسم الجينات المسرطنة. عادةً ما تعمل الجينات الورمية المتعددة، جنبًا إلى جنب مع طفرات الجينات أو الكابتة للورم، معًا لتسبب السرطان. منذ سبعينيات القرن الماضي، حُددت عشرات الجينات المسرطنة عند الإنسان. تستهدف العديد من أدوية السرطان البروتينات المشفرة بواسطة الجينات المسرطنة.

## التاريخ
تنبأ بنظرية الجينات الورمية عالم الأحياء الألماني ثيودور بوفيري في كتابه عام 1914 (حول أصل الأورام الخبيثة)، إذ تنبأ بوجود الجينات المسرطنة التي تصبح متضخمة ودائمة أثناء تطور الورم.
لاحقًا، اكتُشف مصطلح الجين الورمي في عام 1969 من قبل جورج تودارو وروبرت هوبنر من المعهد الوطني للسرطان .
اكتُشفت أول الجينات الورمية المؤكدة في عام 1970 وأطلق عليها اسم بروتو-أونكوجين التيروزين-بروتين كيناز (تُنطق سارك اختصارًا للساركوما). اكتُشف هذا الجين لأول مرة باعتباره أحد مسببات الأورام في فصيلة الفيروسات القهقرية. أثبتت التجارب التي أجراها الدكتور ستيف مارتن من جامعة كاليفورنيا، بيركلي أن هذا الجين بالفعل كان جين الفيروس الذي عمل على إحداث أورام عند الإصابة.
في عام 1976، أظهر الأطباء دومينيك ستيلين، مايكل بيشوب وهارولد إي فارموس من جامعة كاليفورنيا، سان فرانسيسكو أن الجينات الورمية تم تنشيطها كجينات أولية للورم كما هو موجود في العديد من الكائنات الحية، بما في ذلك البشر. مُنح بيشوب وفارموس جائزة نوبل في علم وظائف الأعضاء والطب في عام 1989 لاكتشافهما الأصل الخلوي للجينات الورمية للفيروسات القهقرية.
يعود الفضل إلى الدكتور روبرت واينبرغ في اكتشاف أول طفرة سرطانية بشرية حُدّدت في خط خلايا سرطان المثانة. لاحقًا، عُزلت الطبيعة الجزيئية للطفرة المؤدية إلى تكون الأورام ومُيزت من قبل عالم الكيمياء الحيوية الإسباني ماريانو بارباسيد ونشرت في مجلة علمية في عام 1982. أمضى الدكتور بارباسيد عدة أشهر في توسيع بحثه، واكتشف في النهاية أن الجين الورمي هو أليل متحور من هارس وهذا ما يميز آلية تنشيطه.
يسمى البروتين الناتج المشفر بواسطة أحد الجينات الورمية بالبروتين الورمي. تلعب الجينات المسرطنة دورًا مهمًا في تنظيم البروتينات المرتبطة بنمو الخلايا السرطانية. تُستخدم بعض البروتينات الورمية كواسمات ورمية.

## الجينات الورمية البدئية
الجين الورمي البدئي، جين طبيعي يمكن أن يصبح أحد مسببات الأورام بسبب حدوث الطفرات أو زيادة في التعبير الجيني. ترمز الجينات الورمية البدئية إلى البروتينات التي تساعد على تنظيم نمو الخلايا وتمايزها. غالبًا ما تشارك الجينات المسرطنة البدئية في نقل الإشارات وتنفيذ الإشارات الانقسامية، عادةً من خلال منتجاتها البروتينية. عند اكتساب طفرة نشطة، يصبح الجين الورمي البدئي عاملًا محفزًا للورم، وبالتالي أحد مكونات الورم.

## اقرأ أيضًا
- علم الوراثة الطبية
- الفحص الجيني لسرطان الثدي